# هتل تاور
هتل تاور (به انگلیسی: Tower Hotel) نام یک هتل با خدمات سطح بالا و بزرگ است که در ساحل شرقی رودخانه تیمز در شهر لندن، در انگلستان واقع شده است. این هتل در سال ۱۹۷۳ تاسیس شده است و ۸۰۱ اتاق، ۱۹ اتاق جلسه با ظرفیت ۶۰۰ نفر و ۱۸ سوئیت دارد. این هتل همچنین باشگاه و دو رستوران کامل دارد.

## نگارخانه

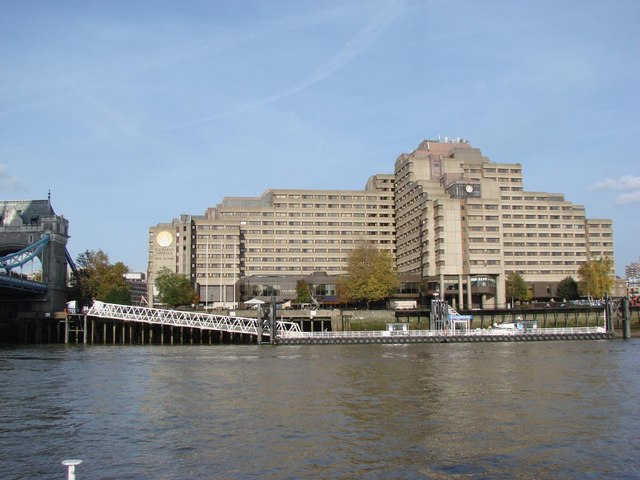
ساختمان هتل
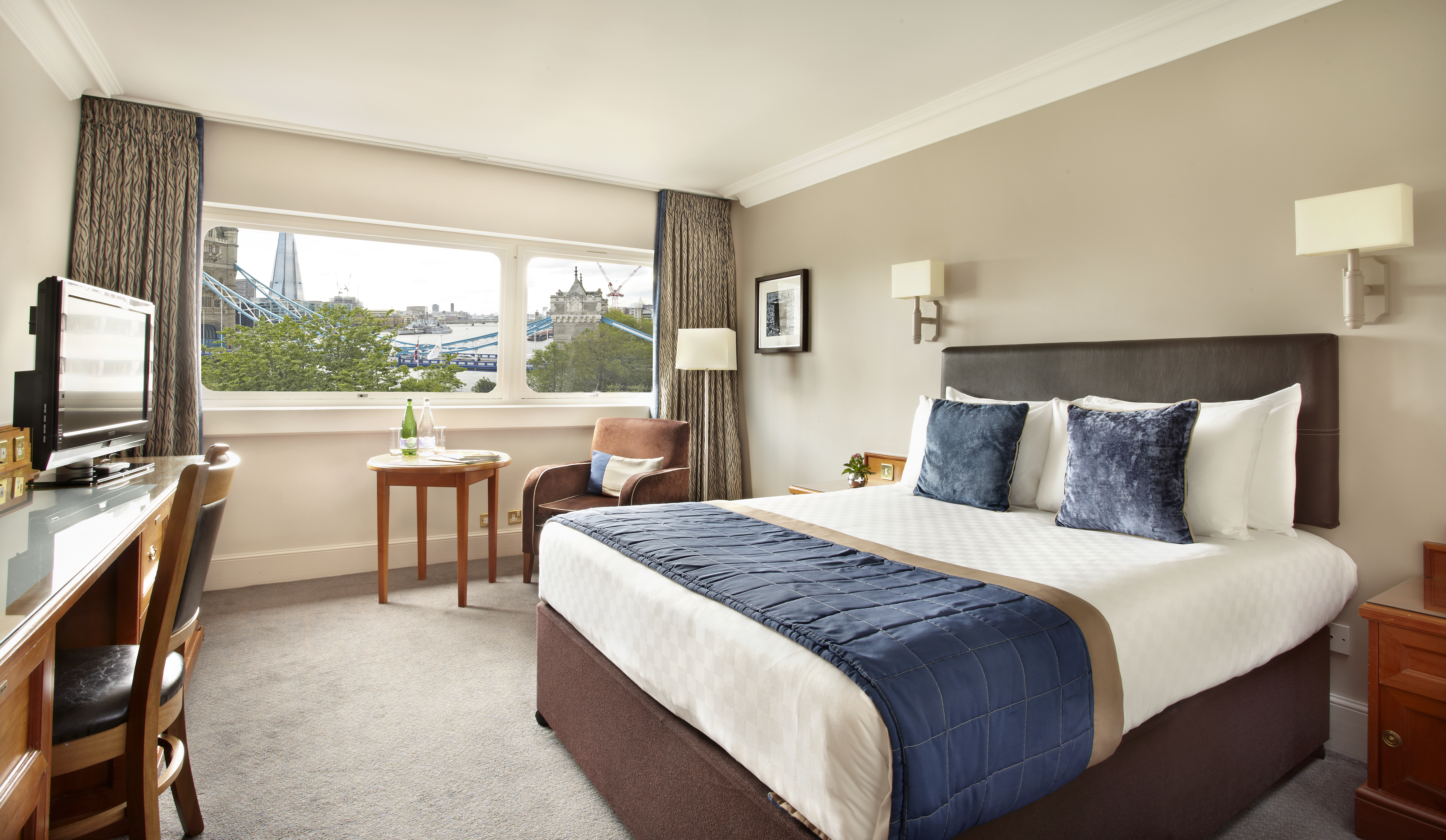
اتاق استاندارد
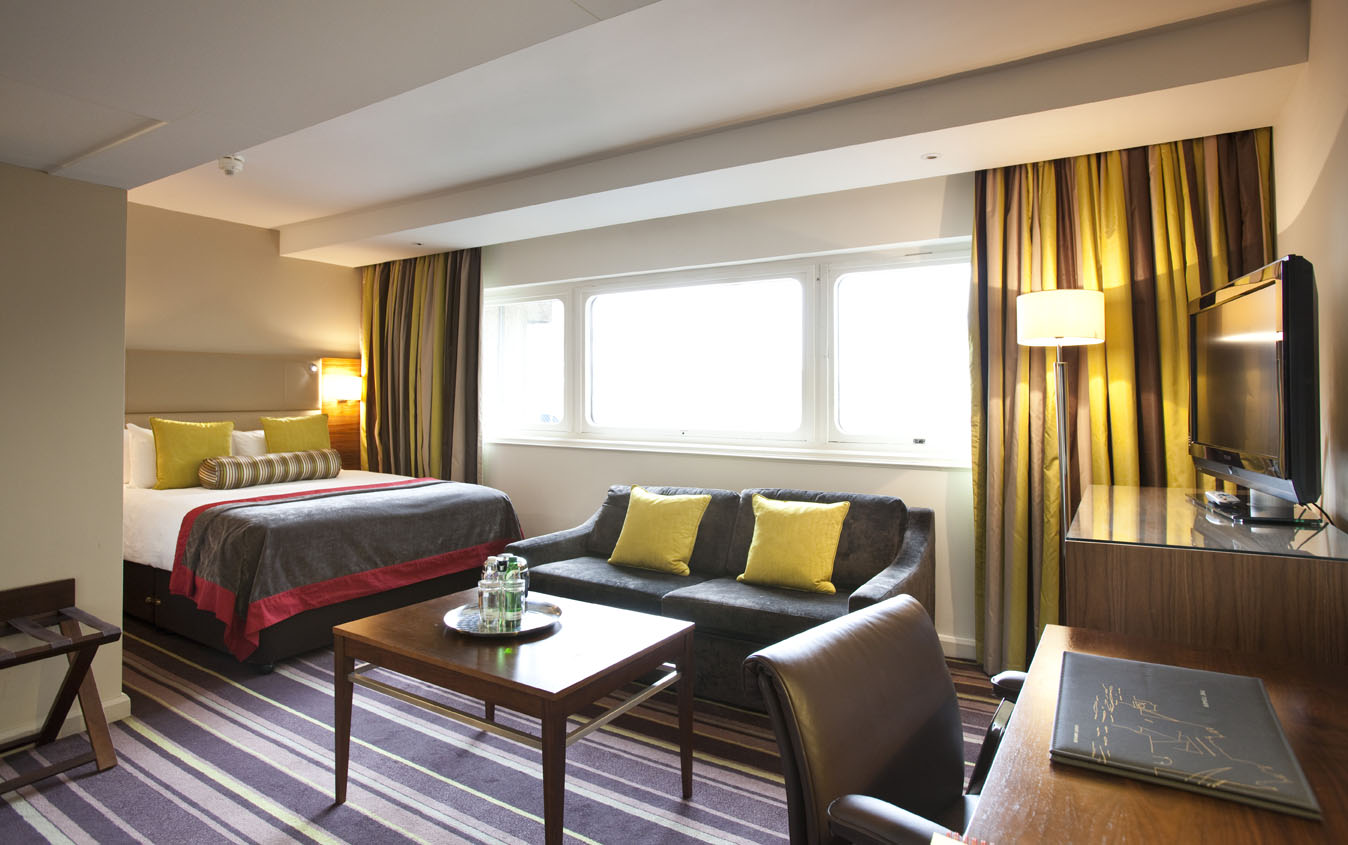
اتاق خانوادگی